# Вуячич, Виктор Лукьянович
Виктор Лукьянович Вуячич (11 июля 1934, Харьков, УССР, СССР — 17 сентября 1999, Минск, Белоруссия) — советский и белорусский эстрадный певец (драматический баритон). Лауреат всесоюзного и международных конкурсов. Народный артист Белорусской ССР (1976)..

## Биография и деятельность
В 1942 году семья маленького Вити была эвакуирована в город Рубцовск на Алтае, где и прошли его отрочество и юность. Пел в хоре местного Дома культуры. В 1953 г. Виктор был призван на службу в Военно-морской флот. Проходя службу на Балтике, солировал в Ансамбле Краснознамённого Балтийского флота. В 1957 году Вуячич переехал в Минск и работал солистом Белорусского государственного народного хора, в 1959—1961 гг — артистом хора Белгостелерадио. В 1962 году закончил Минское музыкальное училище имени М. И. Глинки. С 1963 года выступал в ансамбле песни и пляски Белорусского военного округа, с 1966 года — в Белорусской филармонии.
В 1966 году, благодаря исполнению песни «Память сердца» (песня-лауреат в номинации «лучшая советская песня») Игоря Лученка и Михаила Ясеня, Виктор стал победителем Первого Всесоюзного конкурса на лучшую советскую песню и на лучшее исполнение песни, проходившем в Москве. В 1967 году получил звание лауреата Международного конкурса «Золотой Орфей» в Болгарии, разделив 2-ю премию с бельгийкой Тонией (нид.). В 1968 году с песней «Эй, ухнем» (музыка Александра Колкера, стихи Кима Рыжова) певец выступил на Международном фестивале песни в Сопоте.
В 1971 году Виктор Вуячич и композитор Игорь Лученок участвовали в Международном фестивале в Чили, где встречались с поэтом Пабло Нерудой, певцом Виктором Харой, президентом Сальвадором Альенде. Там впервые была исполнена песня «Верасы» (на белорусском языке, на стихи Иосифа Скурко). В 1973 году на Токийском музыкальном фестивале в Японии Виктор получил специальный приз (исполнил песню «Спадчына» (Наследие) на музыку Игоря Лученка и стихи Янки Купалы).
Репертуар певца был богат и разнообразен: эстрадные и военно-патриотические песни, оперные арии, старинные романсы. Долгие годы он сотрудничал со многими белорусскими композиторами, белорусская эстрадная песня занимала большое место в его творчестве. Певец гастролировал по Советскому Союзу и выступал во многих странах мира — на всех континентах. Творческую помощь и поддержку ему оказывал инструментальный ансамбль «Тоника». Интересный факт: музыкальным руководителем этого коллектива около двух лет был (до перехода в 1969 году в ВИА «Поющие гитары») молодой музыкант Юрий Антонов, которого после службы в армии пригласил к себе В. Вуячич.
После 1991 года Вуячич выступал практически только в Белоруссии, сотрудничая с Госрадио и Белорусской государственной филармонией.
В течение нескольких лет, до последних дней, работал художественным руководителем Государственного объединения «Белконцерт», а также продолжал репетировать и выступать.
12 июля 1999 года Указом Президента Республики Беларусь № 372 Виктор Вуячич был награждён медалью Франциска Скорины.
Умер Виктор Вуячич после продолжительной болезни в Минске, 17 сентября 1999 года. Похоронен на Восточном кладбище.

## Семья
- Жена — Светлана Семёновна Вуячич (в девичестве Яскевич). С самого основания работает в Государственном ансамбле танца Беларуси, Народная артистка Беларуси[10].
- Сын — Андрей (род. в 1963 г.), окончил университет, владеет двумя иностранными языками.
- Внуки — Алексей (окончил радиотехнический институт) и младший Никита[11].

## Память

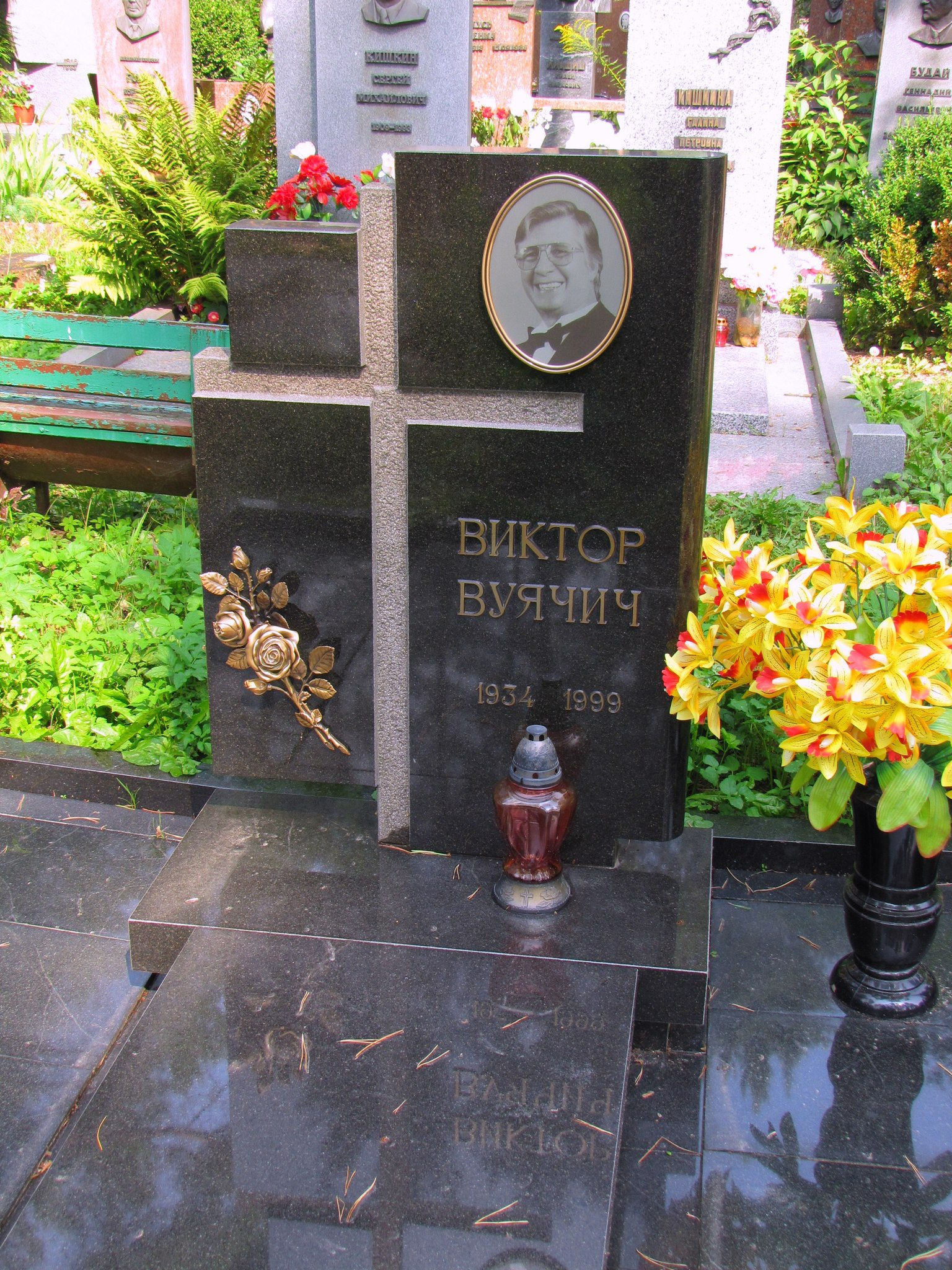
Могила Вуячича на Восточном кладбище Минска.

- Могила Вуячича на Восточном кладбище Минска.Виктор Вуячич стоял у истоков родившегося в Могилёве фестиваля «Золотой шлягер». После смерти певца организаторы «Золотого шлягера» учредили специальный приз его имени, которым награждались лучшие конкурсанты[12].
- В сентябре 2004 года на доме № 7 по улице Я. Купалы, в Минске, где жил Виктор Вуячич, установлена мемориальная доска[13].
- 3 декабря 2008 г. в Большом зале Белгосфилармонии состоялся вечер памяти Народного артиста Беларуси Виктора Вуячича с участием мастеров искусств[14][15].
- В октябре 2010 года в станице Придорожной Краснодарского края открыта мемориальная доска памяти Виктора Вуячича (работы белорусского скульптора Ивана Миско)[16][17].

## Дискография (неполная)

### Сольные грампластинки
- 1969: Вуячич Виктор (Д 00024621-2, Мелодия, миньон)[18]
  - Огонёк (песня Отечественной войны, сл. М. Исаковского)
  - Два друга (муз. С. Германова, ст. В. Гусева)
  - Моя любимая (муз. М. Блантера, ст. Е. Долматовского)
- 1970: Поёт Виктор Вуячич (ГД 0001899-900, Мелодия, миньон)[19][20]
  - A1 Знаешь ли ты о любви? (Я. Дубравин — Георгий Прусов)
  - A2 Девятый вал (Леонид Лучкин — Н. Пилюцкий)
  - B1 Утро зовёт (П. Аедоницкий — Л. Завальнюк)
  - B2 Я приду (И. Лученок — М. Пляцковский)
- 1971: Поёт Виктор Вуячич (33Д — 030095-6, Мелодия, LP)[21]
  - С чего начинается Родина (В. Баснер — М. Матусовский)
  - Лунная баллада (С. Пожлаков — Леонид Лучкин)
  - Птицы небо понимают (Леонид Вербицкий — А. Вратарёв)
  - Тревожные ночи (Александр Двоскин — В. Харитонов)
  - Журавли (Я. Френкель — Р. Гамзатов, пер. Н. Гребнева)
  - Наши девочки (В. Соловьёв-Седой — М. Танич)
  - Маленький принц (М. Таривердиев — Н. Добронравов)
  - Память (С. Пожлаков — Леонид Лучкин)
  - Ты, море и я (А. Бабаджанян — Р. Рождественский)
  - А снег повалится (В. Соловьев-Седой — Е. Евтушенко)
  - Идут белые снеги (Евгений Гришман — Е. Евтушенко)
  - Знаешь ли ты о любви? (Я. Дубравин — Георгий Прусов)
- 1975: Виктор Вуячич. Старица («Мелодия» М62-37421-22, EP)[22]
  - A1 Старица (Г. Подэльский — С. Островой)
  - A2 Волны (Г. Портнов — К. Рыжов) — из к/ф «Старые стены» («Зачем я с вами в этот вечер?»)
  - B1 Сердце (И. Дунаевский — В. Лебедев-Кумач)
  - B2 Воспоминание (Б. Рычков — И. Кохановский)

Ансамбль «Мелодия» под упр. Г. Гараняна
- 1975: Виктор Вуячич («Мелодия» С60-06511-12, LP)[23]
  - A1 А Русь остаётся (В. Левашов — В. Крутецкий)
  - A2 Пока я помню, я живу (А. Бабаджанян — Р. Рождественский)
  - A3 Верасы (И. Лученок — И. Скурко)
  - A4 Сердце (И. Дунаевский — В. Лебедев-Кумач) — из к/ф «Весёлые ребята»
  - A5 Вечерний эскиз (А. Пахмутова — Н. Добронравов)
  - A6 Старица (Г. Подэльский — С. Островой)
  - B1 Желаю Вам (Ю. Гуляев — Р. Рождественский)
  - B2 Несколько первых слов (Г. Подэльский — М. Лаписова)
  - B3 Волны (Г. Портнов — К. Рыжов) — из к/ф «Старые стены» («Зачем я с вами в этот вечер?»)
  - B4 Воспоминание (Б. Рычков — И. Кохановский)
  - B5 Калинка (русская народная песня, обработка А. Мажукова)

Ансамбль «Мелодия» п/у Г. Гараняна, эстрадный оркестр п/у Ю. Силантьева
- 1985: Виктор Вуячич (EP, «Мелодия» С62 22507 001)[24]
  - Песня, в которой ты (Е. Мартынов — Р. Рождественский)
  - Белый аист (Э. Ханок — А. Поперечный)
  - Кацярына (Владимир Будник — А. Гречанинова) — на белорусском яз.
  - Инструментальный ансамбль «Тоника», рук. Андрей Гитгарц
- 1987: Виктор Вуячич. Я столько прошёл (Мелодия С60 26041 009, LP)[25]
  - Голоса земли (Леонид Захлевный — B. Некляев) — на белорусском яз.
  - Вернулся май (И. Лученок — М. Ясень)
  - Синее небо (Н. Литвин — Татьяна Кузовлева)
  - Вальс-воспоминание (И. Лученок — Александр Легчилов)
  - Жалейка (П. Аедоницкий — И. Романовский)
  - Я столько прошёл (Э. Ханок — М. Матусовский)
  - Солнечный луч (Владимир Будник — Иосиф Скурко) — на белорусском яз.
  - Обида (Валерий Иванов — В. Гин)
  - Часы мои (Эдуард. Зарицкий — А. Кулешов)
  - Огонь любви (Владимир Будник — В. Гин)
  - Инструментальный ансамбль п/у Андрея Гитгарца

### Песни всборниках
VA
- 1966: Виктор Вуячич / Нинель Богуславская - Всесоюзный Конкурс Советской Песни (Москва, 1966) (Vinyl, 7", 33 ⅓ , «Мелодия» Д 00018947-8)[27]
  - A1 Память Сердца (Игорь Лученок — М. Ясень)
  - A2 Стоят на рейде бригантины (Игорь Лученок — Валентин Лукша)
- 1972: «Кругозор» № 5 (стр.7). Музыка и поэзия в песнях Игоря Лученка — песню «Старая будёновка» (ст. Б.Брусникова) исполняет В. Вуячич
- 1973: Песни Александра Двоскина (LP, «Мелодия» Д 034637-8)[28] — 9. «Тревожные ночи» (В. Харитонов)
- 1974: Игорь Лученок. Песни (Сборник VA, «Мелодия» М62-37421-22, LP)[29]
  - A5 Верасы (Иосиф Скурко) — Вуячич Виктор
  - B2 Память сердца (М. Ясень) — Вуячич Виктор
  - B3 Стоят на рейде бригантины (Валентин Лукша) — Вуячич Виктор
  - B5 Я приду (М. Пляцковский) — Вуячич Виктор
- 1975: Исаак Дунаевский. Песни (Сборник 2LP, «Мелодия» С60 06349-50, выпуск 1)[30] — 5. «Сердце» (из к/ф «Весёлые ребята»)
- 1975: Борис Мокроусов. Песни (Сборник 2LP, «Мелодия» С60 06293-4, выпуск 1)[30] — 5. «Одинокая гармонь»
- 1976: Песни Нашей Родины (Антология (сборник) 2LP, «Мелодия» C60-08073-6 (a), выпуск 1)[30] — A6. «Комсомольская прощальная» (Дм. и Д. Покрасс — М.Исаковский)
- 1976: Песни Нашей Родины (Антология 2LP, «Мелодия» С60-08077-80) — «Одинокая гармонь»
- 1985: Нам песня строить и жить помогает (Антология советской песни, 5 пластинка, LP, «Мелодия» С60 22815 004)[24] — 4. «Песня о бушлате» (Б. Терентьев — Николай Флёров)
- 2002: Саундтрек к фильму «Граница. Таёжный роман» (Audio CD, «Real Records») — 16. «С чего начинается Родина»
- 2002: Исаак Дунаевский. Музыка и песни из любимых кинофильмов 1 (Сборник CD, «Бомба Мьюзик») — 4. «Сердце»
- 2008: Говорит Комсомол! (Сборник CD, «Мелодия») — 11. «Комсомольская прощальная» (Дм. и Д. Покрасс — М. Исаковский)
- 2009: Песня года. Песня-1972 (Сборник CD, «ПмИ») — 3. «Верасы»
- 2009: Песня года. Песня-1974 (Сборник CD, «ПмИ») — 14. «Шум берёз»
- 2009: Песня года. Песня-1976 (Сборник CD, «ПмИ») — 1. «Признание в любви» и 5. «А Русь остаётся»
- 2009: Песня года. Песня 1977 (Сборник CD, «ПмИ») — 3. «Где же вы теперь, друзья-однополчане?»
- 2010: Юрий Силантьев. Памяти маэстро (Сборник, CD, Мелодия) — 10. «Одинокая гармонь»
- «Выстрадай, Чили»[31]

## Фильмография (неполная)

### Фильмы и концертные выступления
- 1967: Новогодний концерт «Эстрада-1967» — исполнил песню «Море молодости» (муз. И. Цанкова — ст. Д. Василева, рус. текст О. Гаджикасимова)
- 1967: Голубой огонёк, посвящённый 1 мая
- 1967: Голубой огонёк, посвящённый 7 ноября — «Наш привет» (исполнили Е. Кибкало, Т. Синявская и В. Вуячич)
- 1967: «Я люблю тебя, жизнь!» (Фильм-концерт) — исполнил песню «Два друга» (муз. С. Германова, ст. В. Гусева)
- 1968: «Sopot 1968» (передача о Международном фестивале песни в Сопоте, TVP) — исполнил песню «Эй, ухнем!» (муз. А. Колкера — ст. К. Рыжова)
- 1970: Фильм-концерт «Бушует „Маргарита“» (Режиссёр: Э. Абалян, ТО «Экран») — песня «А снег повалится» (В. Соловьёв-Седой — Е. Евтушенко)
- 1970: Фильм-концерт «Поёт Виктор Вуячич» (Ленинградское ТВ, режиссёр П. Журавлёв) — прозвучали песни «Туман, туман», «Неизвестный солдат» (Помни, мир), «Журавли», «Мужество» (Человеку бывает больно), «Птицы небо понимают», «Маленький принц», «Как много девушек хороших»
- 1970: к/ф «Спеши строить дом» (Режиссёр: Ю. Цветков, «Беларусьфильм») — эпизод и песня «Дорога домой» (муз. Евгения Гришмана — ст. Н.Алтухова и Б. Половникова)

### Всесоюзный телевизионный фестиваль «Песня года»
- Песня-1972: Верасы (И. Лученок — Иосиф Скурко)
- Песня-1972: Комсомольская юность (И. Лученок — Н. Алтухов)
- Песня 1974: Шум берёз (К. Орбелян — В. Лазарев)
- Песня-1974: Выстрадай, Чили (Памяти Виктора Хара, И. Лученок — Б. Брусников)
- Песня-1974: Если бы камни могли говорить (И. Лученок — Р. Рождественский)
- Песня-1975: После салюта наступает тишина (Е. Глебов — П. Макаль и Анат. Вертинский)
- Песня-1976: Признание в любви (C. Туликов — М. Танич)
- Песня-1976: А Русь остаётся (В. Левашов — Виктор Крутецкий)
- Песня 1977: Где же вы, друзья-однополчане? (В. Соловьёв-Седой — А. Фатьянов)
- Песня-1979: Росстань (И. Лученок — Иосиф Скурко)
- Песня-1990: Память сердца (Не спится только ветерану) (И. Лученок — М. Ясень) — гость фестиваля
- Песня-1991: Сердце (И. Дунаевский — В. Лебедев-Кумач), Беспокойное сердце (И. Лученок — А. Маркевич) — гость фестиваля